# Грансень
Грансе́нь (фр. Grandsaigne, окс. Grandsanha) — коммуна во Франции, находится в регионе Лимузен. Департамент — Коррез. Входит в состав кантона Бюжа. Округ коммуны — Юссель.
Код INSEE коммуны — 19088.
Коммуна расположена приблизительно в 380 км к югу от Парижа, в 70 км юго-восточнее Лиможа, в 28 км к северо-востоку от Тюля.

## Население
Население коммуны на 2008 год составляло 47 человек.
| 1962 | 1968 | 1975 | 1982 | 1990 | 1999 | 2008 |
| ---- | ---- | ---- | ---- | ---- | ---- | ---- |
| 144  | 134  | 111  | 87   | 70   | 58   | 47   |

## Администрация
| Период | Период | Фамилия            | Партия                              | Примечания |
| ------ | ------ | ------------------ | ----------------------------------- | ---------- |
| 1963   | 1999   | Франсуа Мезон      | Французская коммунистическая партия |            |
| 1999   |        | Жан-Франсуа Ансерг | Французская коммунистическая партия |            |

## Экономика
В 2007 году среди 19 человек в трудоспособном возрасте (15-64 лет) 12 были экономически активными, 7 — неактивными (показатель активности — 63,2 %, в 1999 году было 68,2 %). Из 12 активных работали 11 человек (7 мужчин и 4 женщины), безработной была 1 женщина. Среди 7 неактивных 1 человек был учеником или студентом, 4 — пенсионерами, 2 были неактивными по другим причинам.

## Фотогалерея

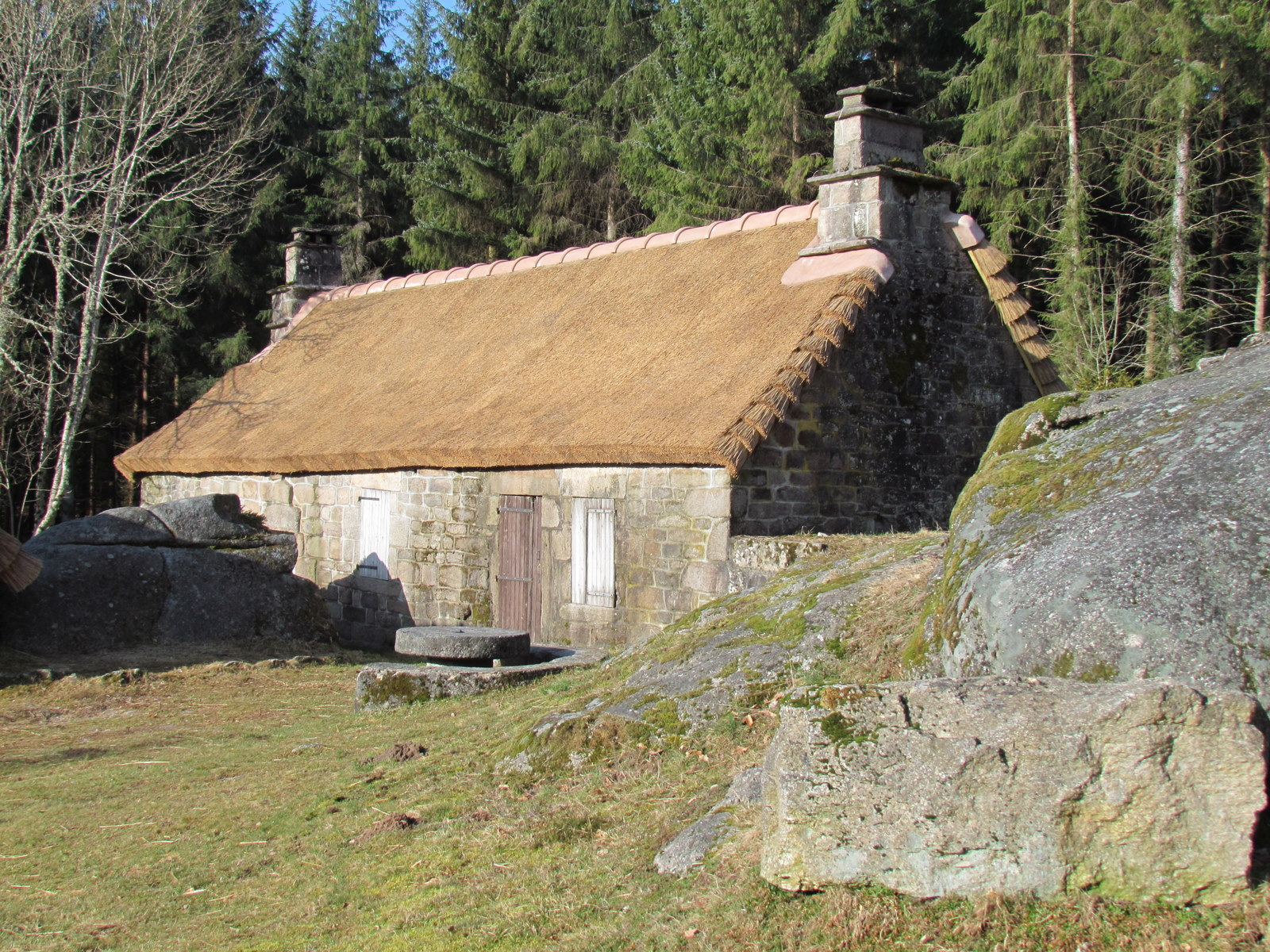
Деревня Кледа
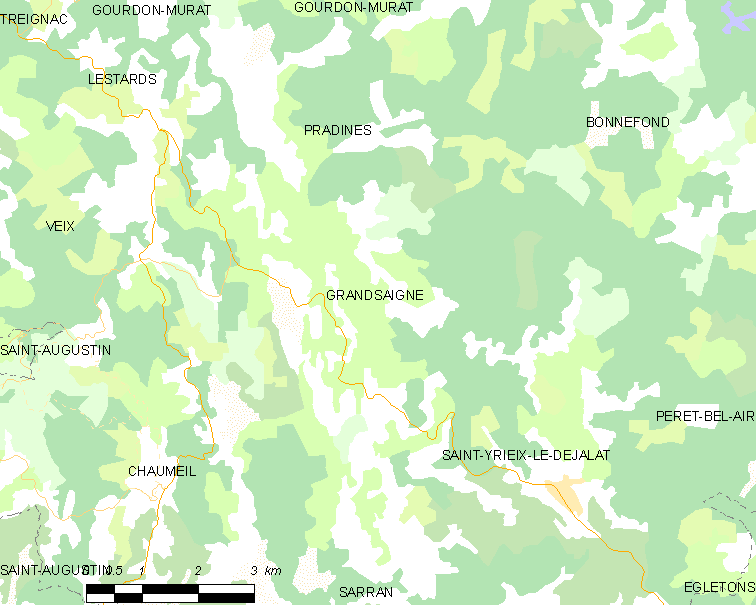
Карта коммуны